# ألفونسينا أورسيني
ألفونسينا أورسيني  (1472 - 7 فبراير 1520) كانت وصية على عرش فلورنسا. حكمت جمهورية فلورنسا أثناء غياب ابنها لورينزو الثاني دي ميديشي، في الفترة من 1515 إلى 1519. كان يُخشى حكمها باعتباره علامة على نهاية الحكم الجمهوري هناك. ولدت لعائلة نبيلة ونشأت في البلاط الملكي في نابولي. وزوجة بييرو دي لورينزو دي ميديشي منذ عام 1488 وأم لورينزو الثاني دي ميديشي وابنتين. ساعدت في استعادة آل ميديشي للسلطة بعد نفيهم، وعملت على تأمين زواج ملكي فرنسي لابنها، وكانت أيضًا مؤثرة في بلاط البابا ليون العاشر، صهرها.
طوال حياتها، استخدمت ثروتها ومكانتها وعلاقاتها لمساعدة الفقراء والمهمشين. كما استخدمتها أيضًا لتعزيز قوة وثروة عائلتها. كانت راعية للفنون والعمارة، في كل من فلورنسا وروما. وشمل ذلك تجديد المباني الدينية وكذلك بناء القصور للعائلة.